# Seán Cronin (Journalist)
Seán Gerard Cronin (* 29. August 1922 in Dublin, Irland; † 9. März 2011 in Baltimore, USA) war ein irischer Republikaner, Journalist, Historiker und Autor.

## Leben

### Kindheit und Zweiter Weltkrieg
Seán Cronin war der einzige Sohn unter den drei Kindern von Con Cronin († 1924), der als Mitglied der Irish Republican Army (IRA) im Irischen Unabhängigkeitskrieg gekämpft hatte, und dessen Frau Kate. Nachdem der Vater gestorben war, arbeitete die Mutter als Köchin in einem Internat, während die Kinder bei Verwandten in Ballinskelligs, einem kleinen Dorf in einer Gaeltacht-Region im County Kerry, aufgezogen wurden.
Während der Zeit des nationalen Notstands im Zweiten Weltkrieg emigrierten seine Schwestern nach England, um sich dort als Krankenschwestern ausbilden zu lassen. Cronin selbst verdiente sein Geld als Arbeiter für die County-Behörden.
Im Dezember 1941 trat er in die irische Armee ein und wurde 1943 für einen Offizierslehrgang ausgewählt, den er erfolgreich abschloss. Er blieb bis 1948 in der Armee.

### Auswanderung in die USA
Kurz nach seiner Armeezeit wanderte Cronin in die USA aus. Dort schrieb er für die irisch-amerikanische Zeitung Advocate, die in New York herausgegeben wurde. Mit seiner ersten Ehefrau Terry Millen, einer eingebürgerten Amerikanerin mit russischen Wurzeln und stark politisch links ausgerichtet, lebte er in New York und Chicago.
Interviews mit Veteranen des Osteraufstands von 1916 und Kontakte zu linksgerichteten Mitarbeitern von Michael Quill, der eine führende Rolle bei der Gründung der Transport Workers’ Union of America gespielt hatte, beeinflussten ihn stark. So trat er auch der Untergrundorganisation Clan na Gael bei, die enge Kontakte zur IRA in Irland pflegte. Im Herbst 1955 kehrte er nach Irland zurück, mit dem Ziel, der IRA bei der Vorbereitung eines weiteren militärischen Feldzuges zu helfen.

### Ausarbeitung derOperation Harvest
Als Redakteur der Evening Press schrieb er auch kurze Zusammenfassungen der weltpolitischen Lage für die Weekly Irish Times. Dazu gehörten Artikel über die Guerillakämpfe der EOKA gegen die Briten auf Zypern, und der FLN gegen die Franzosen in Algerien. Cronin sah hier Muster, die der IRA für einen Feldzug in Nordirland als Vorlage dienen konnten. Nachdem er Kontakt mit der IRA bekommen hatte, stieg er wegen seiner militärischen Erfahrung sehr schnell in den Stab des General Headquarters auf. Ihm wurden zunächst Aufgaben in der Ausbildung und Unterweisung der Kämpfer zugeteilt, er schrieb ein Handbuch über die Guerilla-Kriegsführung und entwarf 12 Lektionen für die Ausbildung auf dem Schlachtfeld. Dabei lehrte er auch neue militärische Techniken, besonders das Aufspalten von Angreifergruppen durch abwechselndes Deckungsuchen und Vorstoßen.
Cronin setzte sich im Stab für einen Feldzug in Nordirland ein und bekam den Auftrag, einen Plan für die Operation Harvest auszuarbeiten, die in der Öffentlichkeit als Border Campaign bekannt werden sollte. Der Plan sah vor, vier Kolonnen auf dem Territorium Nordirlands operieren zu lassen, die Sicherheitskräfte angreifen und Infrastruktur sabotieren sollten, um das Land nach und nach unregierbar zu machen. Cronin suchte die Kämpfer selbst aus und trainierte sie.
Der Feldzug begann im Dezember 1956, Cronin wurde aber am 8. Januar 1957 in der Nähe der nordirischen Grenze im County Cavan verhaftet. Bei seiner Gerichtsverhandlung verlas der Staatsanwalt ein Dokument namens General directives for guerrilla campaign (dt.: Allgemeine Anweisungen für einen Guerilla-Feldzug), das in Cronins Haus gefunden worden war und detaillierte Pläne der Operation mit einer Analyse der bisherigen Mängel verband. Cronin protestierte gegen die Verlesung des Dokuments: es handele sich dabei um Kollaboration, da dadurch das Leben von IRA-Männern in den six counties (Nordirland) gefährdet würde; das Dokument sei irrelevant, da es sich ausschließlich gegen die six counties richte und nicht gegen den 26-County-Staat (die Republik Irland); dass die Regierung kein Mandat vom irischen Volk habe, die Border Campaign zu unterdrücken; dass der Widerstand gegen einen Eindringling nur eine Fortführung seiner früheren Aufgabe als Offizier der irischen Armee sei. Cronins Argumentationen bei seiner Verteidigung zeigen den grundsätzlichen Schwachpunkt seiner Strategie: die Annahme, dass die Republik stillschweigend erlauben würde, ihr Territorium als Basis für IRA-Angriffe zu nutzen (wie es Tunesien für die Algerier und Griechenland für die Zyprioten getan hatten), und dass eine grundsätzliche Ablehnung der Teilung Irlands automatisch in eine aktive Unterstützung der IRA münden würde. Cronin wurde zu drei Monaten Gefängnis verurteilt.

### Stabschef der IRA
Am 6. Juli wurden die meisten Führungsmitglieder der IRA und der Sinn Féin verhaftet. Cronin, einer der wenigen, die entkommen konnten, wurde IRA-Stabschef. Eine Zeitlang arbeitete er als Redakteur der Zeitung der Bewegung, United Irishman, und schrieb einen Bericht über den 1957er-Feldzug, Resistance, unter dem Decknamen J. McGarrity. Cronin versuchte Waffen aus verschiedenen Quellen zu beschaffen, z. B. indem er am 16. Februar 1958 in England – erfolglos – einen Überfall auf die Basis der britischen Armee Blandford Camp in der Grafschaft Devon leitete, oder durch Kontakte zu spanischen Exil-Republikanern in Paris. Die Hauptquelle für die Unterstützung der IRA blieb jedoch die irisch-amerikanische Gemeinschaft in den USA.
Cronin wurde am 30. September 1958 erneut verhaftet und interniert, womit er für erhebliche Unruhe sorgte, weil er die meisten der letzten Aktionen im Alleingang unternommen hatte. Als er im März 1959 wieder auf freien Fuß gesetzt worden war, nahm er, nach einem Richtungsstreit, der zu einem Austritt von Tomás Óg MacCurtain und Tony Magan führte, seine Position als Stabschef wieder ein. Cronin blieb dabei, dass ein nachhaltiger Guerilla-Feldzug nun Erfolg haben könnte, wurde aber im Juni 1960 wieder verhaftet und für sechs Monate inhaftiert.
Im November 1960 klagte ihn das Irish Freedom Commitee (IFC), eine Splittergruppe des Clan na Gael, an, Kommunist und ein Freistaat-Agent zu sein, der vermutlich an der Hinrichtung von Charlie Kerins 1944 beteiligt gewesen sei. Die IRA stand auf Cronins Seite, zumal das IFC es ablehnte, Beweise vorzulegen, weil dadurch die Quellen kompromittiert worden wären. Trotzdem entschied sich Cronin dafür, sich nach und nach als Stabschef, als Mitglied des Armeerats und als Volunteer zurückzuziehen, um die notwendige amerikanische Unterstützung für die Fortführung des Feldzuges nicht zu gefährden.
Cronin arbeitete nun als Journalist bei der Irish Independent. Im November 1961 nahm er seinen Rücktritt noch einmal zurück, als die irische Regierung wieder Militärgerichte einsetzte, um verdächtige IRA-Mitglieder abzuurteilen. Er wurde daraufhin von einem Militärtribunal zu sechs Monaten Gefängnis verurteilt und war noch in Haft, als die Border Campaign am 26. Februar 1962 beendet wurde. Im Rahmen einer Amnestie wurde er am 19. April 1962 freigelassen und trat am nächsten Tag endgültig aus der IRA aus.

### Politischer Journalist und Autor
Cronin führte das Scheitern der Border Campaign darauf zurück, dass der Republikanismus die sozioökonomische Dimension vernachlässige und sich nur unzureichend um die Unterstützung aus der Bevölkerung kümmere. So war er 1963 einer der Gründer der Diskussionsrunden, aus denen sich schließlich die Wolfe Tone Societies entwickelten. Die Diskussionsgruppen suchten, stark durch Charles Desmond Greaves beeinflusst, öffentliche Unterstützung für einen marxistisch ausgerichteten Republikanismus. Cronin verfasste nun Pamphlete, die auf diese Interpretation des Republikanismus abzielten. In einem Buch über James „Jemmy“ Hope hob er 1964 diesen als Vorbild eines Ulster-Protestanten hervor, der ein Republikaner aus der Arbeiterklasse gewesen sei. (Hope hatte beim Aufstand 1798 an der Seite von Henry Joy McCracken gekämpft, und beim Aufstand 1803 für Robert Emmet die Arbeiter in Dublin organisiert.) Sein Buch über Wolfe Tone hatte bereits 1963 das Vorbild für eine irische Identität gezeigt, die nicht auf dem Katholizismus basierte.
In weiteren Büchern argumentierte er, dass der Anglo-Irische Vertrag eine neokolonialistische Regelung gewesen sei, aus der alle späteren Probleme in Irlands Norden und Süden hervorgingen, und dass nur eine sozialistische Republik für ökonomische Entwicklung und soziale Gerechtigkeit sorgen könnte.
Im Februar 1966 kehrte Cronin in die USA zurück. Er arbeitete als Journalist für die Newark Evening News, für den Dow Jones News Service, und war von 1967 bis 1991 USA-Korrespondent der Irish Times. Hier schrieb er auch über Angelegenheiten der Vereinten Nationen und setzte seine Beiträge über amerikanische Themen in der Irish Times noch bis zum Jahr 2000 fort. Seine Kommentare über die US-Innenpolitik, z. B. über die Unruhen nach dem Zerfall der Bürgerrechtsbewegung Ende der 1960er-Jahre, aber auch über die Außenpolitik, waren stets aus einer politisch linken Perspektive geschrieben, wobei er sich meist auf einer Linie mit Paul O’Dwyer befand.
Cronins Nähe zum Marxismus ließe erwarten, dass er sich nach der Aufspaltung der irisch-republikanischen Bewegung 1969/70 auf der Seite der Official Republican-Bewegung gesehen hätte. Tatsächlich wurden viele seiner folgenden Veröffentlichungen von der Repsol produziert, dem Verlag der Official Sinn Féin. Er veröffentlichte jedoch auch bei der Provisional Sinn Féin. Diese Entscheidungen dürften daher nichts mit einem Statement hinsichtlich der politischen Ausrichtung zu tun gehabt haben, sondern eher mit seinen persönlichen Verbindungen zu früheren Kameraden.

### Historiker
Mit seinen Werken hob er sich von der Masse polemischer Republikaner ab, weil er den Ansatz verfolgte, dass die republikanische Bewegung aus den Fehlern ihrer Vergangenheit lernen und sich intellektuell breiter aufstellen müsse. Dieser Kontext zeigt sich in mehreren Werken.
In Young Connolly erforschte er 1978 die zuvor unerschlossenen Dokumente von William O’Brien, um James Connollys Erfahrungen mit der Irish Socialist Republican Party zu rekonstruieren.
Mit Frank Ryan: The Search for the Republic legte er 1980 die erste Biografie über Frank Ryan vor, den er als verlorenen Anführer beschreibt, der möglicherweise im unterdrückten Irland der 1950er-Jahre zu seinem Recht gekommen wäre.
Vor diesen beiden Werken hatte er bereits 1972 The McGarrity Papers veröffentlicht. Durch seine Kontakte zum Clan na Gael hatte er Zugang zu den Unterlagen von Joseph McGarrity bekommen, die sich bis dahin vernachlässigt in privatem Besitz befanden. Nachdem Cronin die Papiere zwei Jahre lang studiert hatte, schrieb er 1969 einen Bericht in der Irish Times darüber, welche Bedeutung sie für den Kampf um die Unabhängigkeit Irlands gespielt hatten. Dass er veranlasste, dass die Papiere in der National Library of Ireland verwahrt werden sollten, war wahrscheinlich einer der größten Dienste, den er der irischen Geschichtsschreibung erwiesen hat.
In den 1970er-Jahren machte Cronin einen Abschluss an der New York University und lehrte und studierte anschließend an der New School for Social Research in New York, um bei Hans Joachim Morgenthau seinen Doktor zu machen. Seine Dissertation bildete die Grundlage für sein Hauptwerk 1980: Irish nationalism: it’s roots and ideology.

### Familie
Nachdem seine erste Frau Terry Millen 1974 gestorben war, heiratete Cronin die Toxikologin Reva Rubinstein. 1980 zogen sie nach Washington, D.C. Er hatte aus beiden Ehen keine eigenen Kinder, aber einen Stiefsohn, den Rubinstein mit in die Ehe brachte.
Cronin starb nach langer Krankheit in Baltimore. Seine Asche wurde im Familiengrab auf dem Dromid-Friedhof in Cahersiveen, County Kerry, begraben.

## Werke (Auswahl)
- Seán Cronin: Wolfe Tone, The Dublin Directory, 1963.
- Seán Cronin: Fifty years after, Ireland since the Treaty, Irish Freedom Press, 1971.
- Seán Cronin: The Revolutionaries. The Story of 12 Great Irishmen, Republican Publications, 1971.
- Seán Cronin: McGarrity Papers: Revelations of the Irish Revolutionary Movement in Ireland and America, 1900–40, Anvil Books (Childrens Press), 1972, ISBN 978-0-90006-815-7.
- Seán Cronin: Marx and the Irish question, Repsol, 1977.
- Seán Cronin: Young Connolly, Repsol Publications Ltd, 1978, ISBN 978-0-86064-015-8.
- Seán Cronin: Frank Ryan: The Search for the Republic, Repsol Pub, 1980, ISBN 978-0-86064-019-6.
- Seán Cronin: Irish Nationalism: A History of its Roots and Ideology, Continuum, 1981, ISBN 978-0-82640-062-8.
- Seán Cronin: Freedom the Wolfe Tone Way, Anvil Books (Childrens Press), 1987, ISBN 978-0-90006-818-8.
- Seán Cronin: Washington’s Irish Policy 1916–1986: Independence Partition Neutrality, Anvil Books (Childrens Press), 1987, ISBN 978-0-93770-208-6.
- Seán Cronin: The Story of Kevin Barry, Irish Freedom Press, 2001, ISBN 978-0-95185-676-5.
- Seán Cronin: James Connolly: Irish Revolutionary, McFarland and Company Inc., 2020, ISBN 978-1-47668-222-8.